# Indicatief
De indicatief of aantonende wijs is een wijs die zoals gewoonlijk vervoegd wordt naar persoon of getal. De indicatief kent zoals alle wijzen verschillende tempora en in de meeste talen bestaat ook het onderscheid actief/passief.
De indicatief is de meest gebruikte wijs, omdat de taalgebruiker met deze wijs uitdrukt dat hij geen twijfel heeft over de weergegeven zaken of gebeurtenissen. Het is ook de meest voorkomende vorm van de realis. Voorbeelden van de indicatief in het Nederlands zijn ik loop, jij speelt, hij heeft gelachen, het is rood ….
Ook ontkenningen worden doorgaans door middel van de indicatief tot uiting gebracht. Wanneer de taalgebruiker minder zeker is van datgene wat hij door middel van het werkwoord tot uiting brengt, gebruikt hij vormen van de irrealis zoals de optatief en de conjunctief om dit uit te drukken.
De generaliserende wijs is een vorm van de indicatief die wordt gebruikt voor het meedelen van zeer algemene objectief vaststaande feiten, zoals Olifanten zijn zoogdieren. Deze wijs staat als aparte vorm ook wel bekend als de gnomische vorm. In sommige talen zoals het Oudgrieks en Swahili komt deze vorm voor.
De declaratieve wijs is een wijs die wordt gebruikt om mee te delen dat iets zonder meer voor waar wordt aangenomen. In vorm is deze meestal gelijk aan de indicatief.
De zogeheten energieke wijs is in sommige talen zoals het Arabisch een aparte vorm die wordt gebruikt om te benadrukken dat iets waar is, zoals: yaktubanna يَكتُبُنَّ , "hij schrijft zeker".